# LGT
LGT es un grupo bancario de la Casa Principesca de Liechtenstein.

## Historia
- 1920    22 de noviembre: Reunión general para la constitución de la empresa.
- 1921    En mayo, las actividades del negocio comienzan con 10 empleados, se alquilan oficinas en la planta baja de un edificio gubernamental.
- 1930	La Familia de Liechtenstein adquiere las acciones mayoritarias.
- 1970	Se establece la Fundación Príncipe de Liechtenstein.
- 1982	Se crea una oficina de representantes en Londres, siendo la primera base comercial en el extranjero.
- 1983	Fundación de Bilfinanz und Verwaltung AG, Zúrich
- 1984	Fundación de BIL Treuhand AG, Vaduz
- 1986	Banco de Liechtenstein se vuelve público.
- 1989	Toma del control de GT Management PLC, Londres
- 1990	Fundación de BIL GT Group AG, Vaduz
- 1996	Cambio de nombre: BIL GT Group se convierte en Liechtenstein Global Trust y BiL se convierte en LGT Bank in Liechtenstein AG
- 1998	Venta de la división gerencial de recursos, Realineamiento del LGT Group, HSH Prince Philipp se convierte en el nuevo presidente.
- 2003	LGT Group adquiere Schweizerische Treuhandgesellschaft STG de Swiss Life
- 2005	STG se convierte en LGT.

## Rating
Rating: Standard & Poor's / Moody's
- AA- / Aa3

## Localidades

### Europa
- Alemania: Berlín, Colonia, Fráncfort del Meno, Hamburgo, Mannheim, Múnich, Stuttgart
- Liechtenstein
- Luxemburgo
- Austria: Viena
- Suiza: Basilea, Berna, Zúrich, Lausana, Lugano, Ginebra, Pfäffikon

### Otras localidades
- Baréin, Islas Caimán, Hong Kong, Irlanda, Japón, Malasia, Singapur, Uruguay, Estados Unidos